# Lac Tourilli
Pour les articles homonymes, voir Tourilli.
Le lac Tourilli est un plan d'eau douce de tête de la rivière Tourilli, coulant dans la Réserve faunique des Laurentides. Ce lac est situé entièrement dans le territoire non organisé de Lac-Croche, dans la municipalité régionale de comté (MRC) La Jacques-Cartier, région administrative de la Capitale-Nationale, dans province de Québec, au Canada.
Le bassin versant du lac Tourilli est desservi par quelques routes forestières secondaires pour les besoins de la foresterie et des activités récréotouristiques.
La foresterie est la principale activité économique du secteur; les activités récréotouristiques, en second.
La surface du lac Tourilli est généralement gelée de début décembre à fin mars; la circulation sécuritaire sur la glace se fait généralement de fin décembre à début mars.

## Géographie
Le lac Tourilli comporte une longueur de 3,2 km, une largeur de 1,9 km et sa surface est à une altitude de 665 m. Ce lac encaissé entre les montagnes s'apparente à un grand X difforme. Il comporte quatre grandes baies:
- la première s'étire sur 0,5 km vers le sud et reçoit la décharge (venant du sud) du lac Vermuy;
- la seconde sur 0,9 km vers l'ouest et reçoit la décharge (venant du nord-ouest) du lac Josselin;
- la troisième sur 0,6 km vers le nord;
- la quatrième en forme de croissance comportant sept îles s'étire sur 2,4 km vers l'embouchure du lac[2].

L'embouchure du lac Tourilli est situé à 2,7 km au sud-ouest du lac Gregory, à 13,6 km à l'ouest du cours de la rivière Jacques-Cartier et à 32,6 km au nord de la confluence de la rivière Tourilli et de la rivière Sainte-Anne.
À partir de l'embouchure du lac Tourilli, le courant descend sur 56,3 km d'abord vers le nord, puis généralement vers le sud en suivant le cours de la rivière Tourilli jusqu'à sa confluence avec la rivière Sainte-Anne; de là, le courant coule généralement vers le sud en empruntant le courant de la rivière Sainte-Anne jusqu'à la rive nord-est du fleuve Saint-Laurent.

## Toponymie
Le toponyme "Lac Tourilli" est directement lié à la rivière du même nom.
Le toponyme "lac Tourilli" a été officialisé le 5 décembre 1968 par la Commission de toponymie du Québec.